# Даскалов, Теодосий
Теодосий Петров Даскалов (2 сентября 1888, село Горско-Сливово, Ловечская область — 1 февраля 1945, София) — болгарский военачальник, генерал пехоты (1942), военный министр (1938—1942).

## Биография

### Семья и образование
Теодосий Даскалов — внук известного болгарского поэта, педагога и полевого командира Бачо Киро, казнённого турками в 1876 году. Даскалов окончил Военное училище в Софии (1907 год). Военную академию в Софии (1928 год).

### Военная служба
- В 1912—1913, во время Балканских войн, командовал батареей в 5-м артиллерийском полку.
- В 1915—1918, во время Первой мировой войны, был командиром 4-й батареи, затем артиллерийского отделения в 5-м артиллерийском полку.
- В 1919—1920 — служил в 3-й военной артиллерийской мастерской и в 4-м полку.
- В декабре 1920 — ноябре 1924 — в запасе.
- С 1924 служил в Шуменском укреплённом пункте.
- В 1925 служил в 5-м Дунайском пехотном полку
- В 1925—1928 учился в Военной академии.
- С 1928 — начальник отделения в штабе армии.
- В 1928-1929 — главный редактор издания «Военен журнал».
- В 1929 — начальник штаба 4-й пехотной дивизии.
- С 1929 — командир 5-го артиллерийского полка.
- В 1929—1930 — главный редактор изданий «Български войн» и «Подофицерски журнал» и редактор издания «Народна отбрана».
- С 1930 — преподаватель артиллерийской тактики в Военном училище.
- С 1931 — инспектор классов Военного училища.
- В 1932—1934 — военный атташе в Италии.
- С 1934 — начальник штаба 3-й военно-инспекционной области.
- С 1935 — командир 5-й пехотной дивизии.
- С 1 ноября 1936 — начальник гарнизона Плевны.
- С 24 января 1938 по 11 апреля 1942 — военный министр в правительствах Георгия Кьосеиванова и Богдана Филова.
- С 11 апреля 1942 — в запасе.

Даскалов пользовался доверием царя Бориса III. Несмотря на то, что входил в состав Военного союза — офицерской организации, многие члены которой выступали за ограничение прерогатив царя — сам был сторонником увеличения реального влияния монарха на политическую и военную сферы. На посту военного министра проводил курс на усиление контроля царя над армией. Был убеждённым антикоммунистом.
Борис III был лично знаком с Теодосием Даскаловым и относился к нему с огромным доверием. Трудолюбивый, прямой и честный Даскалов заметно отличался от таких аферистов в погонах, как Кимон Георгиев, Владимир Заимов и некоторые другие болгарские генералы... Поэтому Государь содействовал назначению Даскалова военным министром. По-болгарски его должность звучала как «министър на войната», то есть МИНИСТР ВОЙНЫ.
В 1938 году военный министр Даскалов организовал торжественную встречу посетившего Болгарию зарубежного Донского Атамана генерала П. Х. Попова.
30 мая 1939 г. Теодосий Даскалов заключил с концерном «Крупп» соглашение о постройке для Болгарии трёх субмарин на верфях голштинской столицы Киль. Однако, данное соглашение вскоре было дезавуировано германской стороной, по требованию гросс-адмирала Эриха Редера.
Генерал Даскалов был противником присоединения Болгарии к пакту Берлин-Рим-Токио. Однако, 1 марта 1941 года примирился с присоединением к этому альянсу и подписал приказ № 82, согласно которому Германия могла беспрепятственно провозить через Болгарию вооружение. 
11 апреля 1942 года генерал-лейтенант Теодосий Даскалов был без объяснения причин уволен в запас и одновременно произведён в следующий чин генерала-от-пехоты. Его преемником на посту военного министра стал генерал-лейтенант Никола Михов.
После прихода к власти в Болгарии просоветских сил в сентябре 1944 года, Даскалов был арестован. Вывезен в Москву, допрошен на Лубянке и возвращён в Болгарию, где был приговорён к смерти так называемым «Народным судом» и расстрелян. Реабилитирован в 1996.
Автор военно-теоретических работ, в том числе книг «Артиллерия в бою» (1938), «Подготовка государства к войне» (1943), учебного курса по тактике артиллерии, который он читал в Военном училище (сохранился в рукописи), а также исторического очерка Первой мировой войны (сохранился в рукописи). Публиковал статьи по артиллерийскому делу, боевой подготовке, анализу опыта итальянских вооружённых сил и другим вопросам в изданиях «Военен журнал» (1920—1938); «Народна отбрана» (1931—1937); «Артилерийски преглед» (1929—1936); «Кавалерийска мисъл» (1936); «Съвременна пехота» (1937).

## Звания
- С 15 августа 1907 — подпоручик;
- С 4 сентября 1910 — поручик;
- С 1 ноября 1913 — капитан;
- С 1 ноября 1918 — майор;
- С 3 октября 1928 — подполковник;
- С 30 января 1930 — полковник;
- С 6 мая 1936 — генерал-майор;
- С 6 мая 1939 — Генерал-лейтенант;
- С 11 апреля 1942 — генерал пехоты.

## Награды
- орден «За храбрость» 4-й степени, 1-го и 2-го класса.
- орден святого Александра 3-й степени без мечей и 5-й степени с мечами.
- орден «За военные заслуги» 1-й степени.

## В болгарском кино
- Теодосий Даскалов — герой военно-исторического сериала «Один среди волков[болг.]», посвящённого деятельности работавшей на СССР во время Второй мировой войны разведгруппы, возглавляемой Александром Пеевым.

Сериал демонстрировался на Центральном телевидении СССР в сентябре 1981 года и в августе 1984 года.
Исполнитель роли Теодосия Даскалова — Стефан Гецов.